# 因斯派里申 (亞利桑那州)
因斯派里申（英語：Inspiration）是位於美國亞利桑那州希拉縣的一個非建制地區。該地的面積和人口皆未知。

## 地理
因斯派里申的座標為33°24′45″N 110°53′00″W / 33.41250°N 110.88333°W，而該地的平均海拔高度為1197米（即3927英尺）。